# ایستگاه هواشناسی

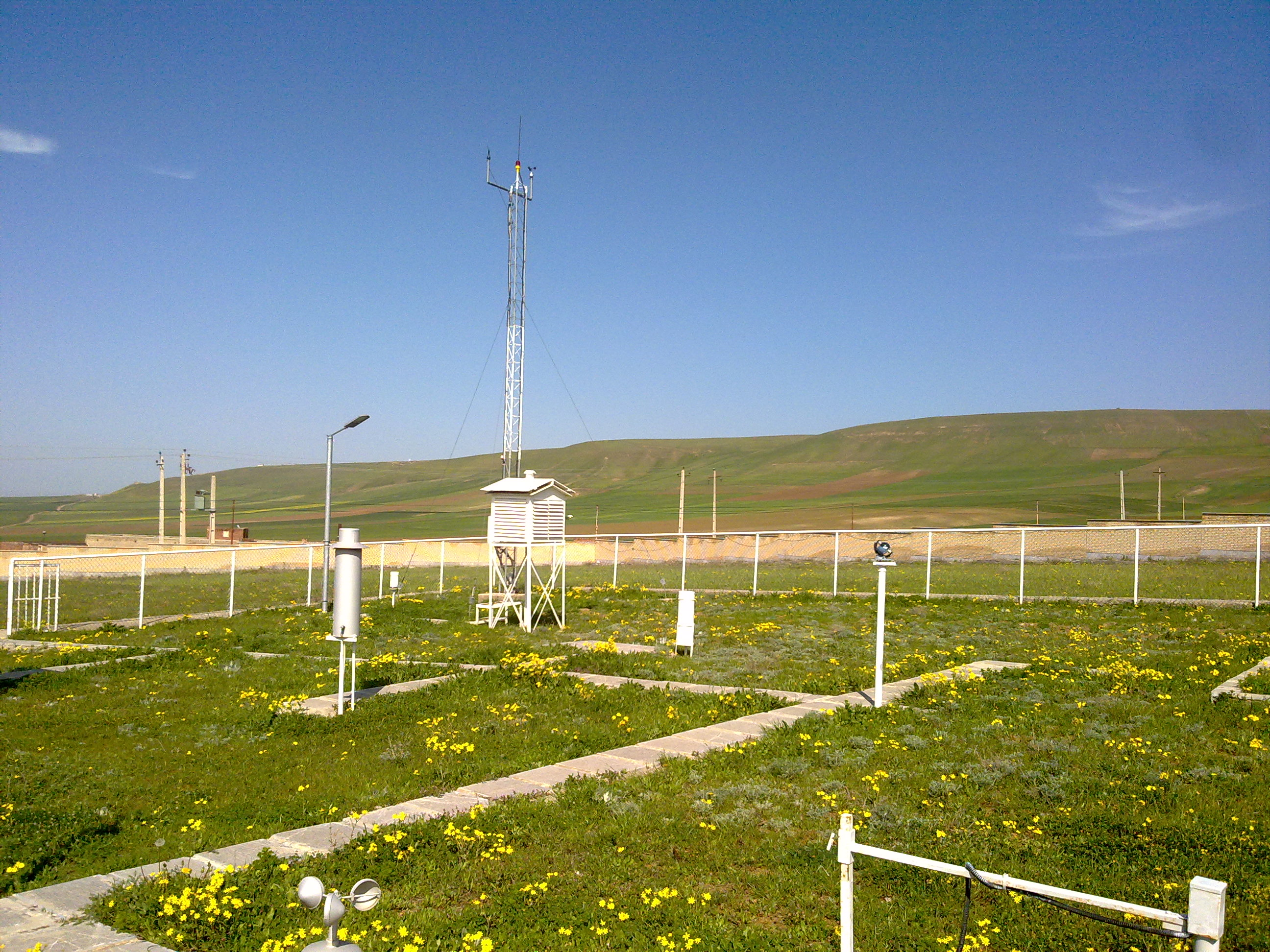
پلتفرم هواشناسی گرمی

ایستگاه هواشناسی تاسیساتی است بر روی خشکی یا دریا که دارای ابزارها و امکاناتی برای مشاهدهٔ وضعیت جو زمین است و اطلاعاتی برای پیش بینی و مطالعهٔ آب‌وهوا و اقلیم فراهم می‌آورد. این اطلاعات شامل دما، فشار هوا، نم، بارش، سرعت باد و جهت باد می‌باشد. اندازه گیری سرعت و جهت باد به گونه‌ای انجام می‌شود که تا حد امکان هیچ مانعی بر سر وزش باد نباشد و اندازه گیری دما و نم به دور از تابش مستقیم نور خورشید انجام می‌گیرد. اندازه گیری‌های دستی دست کم یک بار در روز انجام می‌شود و مشاهده‌های خودکار دست کم ساعتی یک بار. وضعیت آب‌وهوایی در دریا به وسیلهٔ کشتی‌ها و بویه‌ها سنجیده می‌شود که کمیت‌های هواشناختی نسبتا متفاوتی از جمله دمای سطح دریا، بلندی موج و فاصلهٔ موج را اندازه می‌گیرند.

## ابزارها
ایستگاه‌های هواشناسی دارای ابزارهای زیر هستند:
- دماسنج برای اندازه گیری دمای هوا و سطح دریا.
- فشارسنج برای اندازه گیری فشار اتمسفر.
- نم‌سنج برای اندازه گیری میزان نم.
- بادسنج برای اندازه گیری سرعت باد.
- باران سنج برای اندازه گیری میزان بارش مایع در مدت زمان معین.

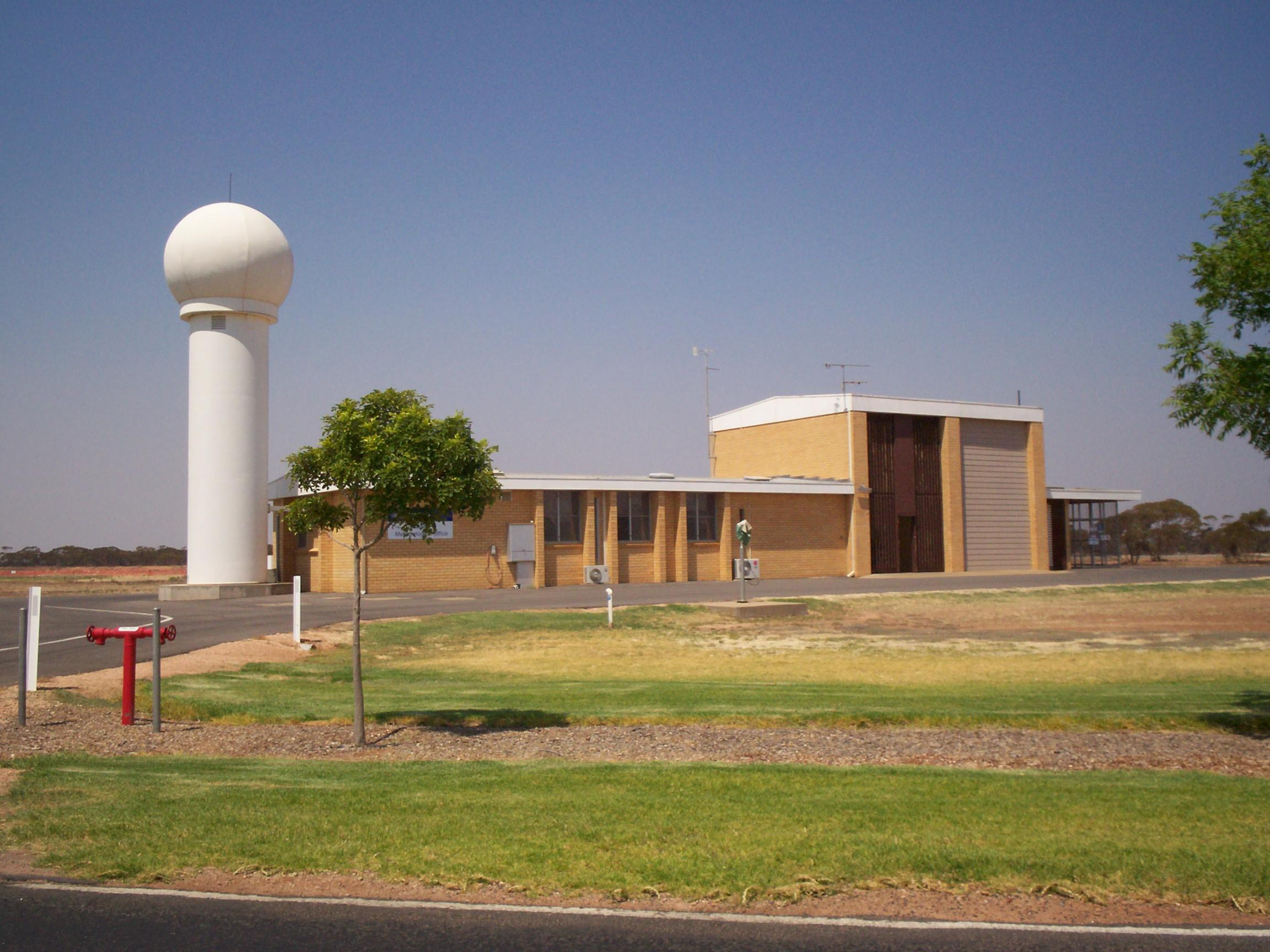
ایستگاه هواشناسی فرودگاه میلدورا در ویکتوریا (استرالیا).

در برخی از ایستگاه‌های هواشناسی خودکار فرودگاه‌ها ابزارهای زیر نیز به کار می‌رود:
- حسگر شناسایی آب‌وهوا و بارش
- چکه سنج برای اندازه گیری اندازه‌های قطره‌های بارش
- دیدسنج برای تعیین بیشترین فاصله افقی که امکان رویت اشیاء در سطح زمین را دارا است. این فاصله را معمولاً دید افقی می نامند. این پارامتر بسیار مهمی در هوانوردی به شمار رفته و در هنگام فرود هواپیماها بسیار حیاتی است. به همین دلیل این وسیله به ویژه در فرودگاه ها نصب می گردد.
- سقف سنج سقف سنج یا سیلومتر برای اندازه گیری فاصله کف ابر تا سطح زمین به کار می رود. اندازه گیری این فاصله که در واقع ارتفاع کف ابر تا سطح زمین می باشد، همچون دید افقی در هنگام فرود هواپیماها بسیار مهم می باشد. به همین دلیل دستگاه سیلومتر نیز در فرودگاه ها نصب می شود. سیلومترها در گذشته مجهز به یک لامپ روشنایی با توان بالا بودند. ارتفاع کف ابر با اندازه گیری زمان رسیدن و بازگشتن نور از کف ابر، محاسبه و مشخص می شد. ولی سیلومترهای امروزی مجهز به منبع لیزری بوده و کار محاسبات و پردازش اطلاعات آنها توسط برنامه های نرم افزاری بر روی یک رایانه متصل به حسگرها، به انجام می رسد.

ایستگاه‌های پیچیده تر هواشناسی دارای دستگاه سنجش شاخص فرابنفش، تابش خورشید، نمناکی برگ‌ها، نمناکی خاک، دمای خاک، دمای آب برکه‌ها، دریاچه‌ها، نهرها و رودخانه‌ها هستند.
دماسنج‌ها و نم سنج‌ها باید در جعبهٔ مخصوصی که حفاظ استیونسن نامیده می‌شود نگهداری شوند تا از تابش مستقیم نور خورشید و وزش باد در امان بمانند.